# Kunsthaus Stade

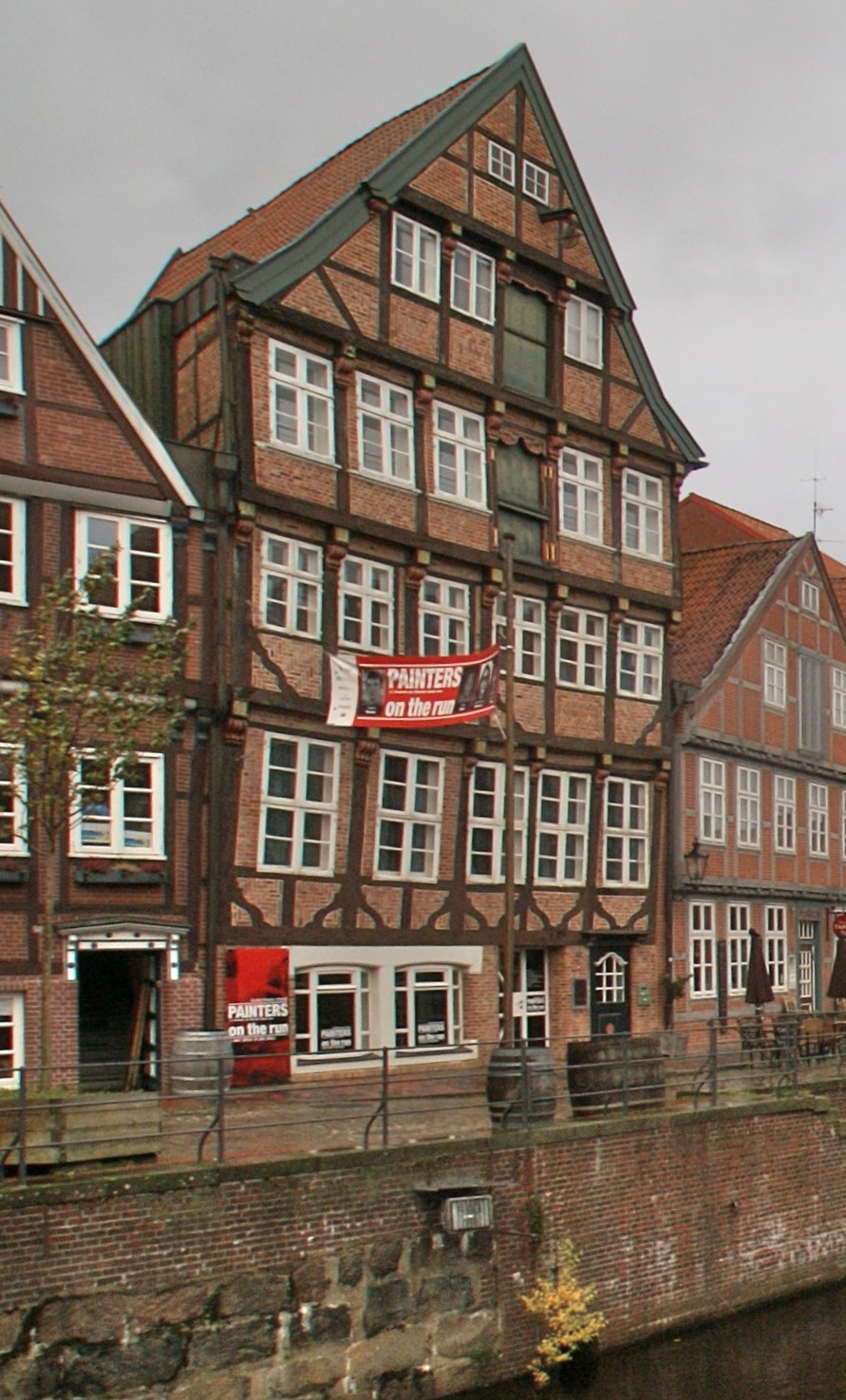
Kunsthaus Stade, im Januar 2010

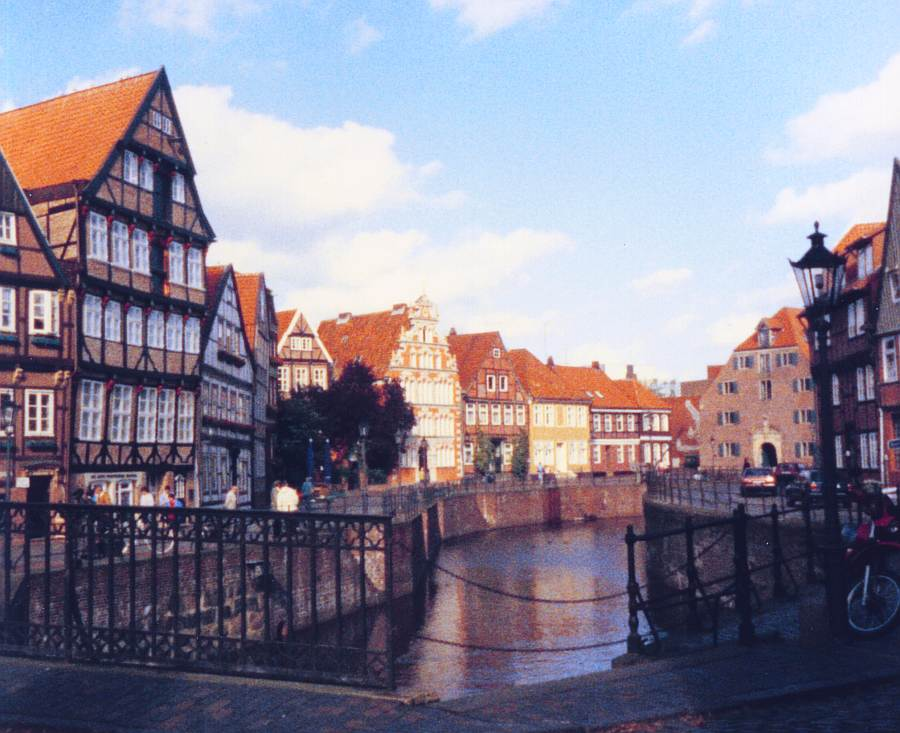
Die Häuserzeile am Alten Hansehafen mit dem Kunsthaus (links) und dem Schwedenspeicher-Museum (rechts) (Foto: 2003)

Das Kunsthaus in Stade ist ein Ausstellungshaus in der Trägerschaft des Museumsvereins Stade e. V. und zeigt wechselnde Kunstausstellungen. Es befindet sich in einem Speicherbau aus dem 17. Jahrhundert.

## Geschichte
Zunächst hatte der Landkreis Stade eine „museale Stube zur Geschichte des Partnerkreises Goldap in Ostpreußen“ in dem Gebäude eingerichtet. 1987 übernahm der Museumsverein Stade e. V. das Haus. Seit 2009 werden im Kunsthaus in wechselnden Ausstellungen namhafte Künstler der klassischen Moderne und der Gegenwartskunst präsentiert, darunter zum Beispiel August Macke, Hannah Höch, Pablo Picasso, Jörg Immendorff, Jonathan Meese und Daniel Richter. Daneben gibt es auch Themenausstellungen wie „Der naive Krieg“.

## Gebäude
Das Fachwerkhaus an der Schwinge im Alten Hansehafen aus dem Jahr 1667 ist exemplarisch für die Kaufmannshäuser der Hansezeit. Die Waren wurden mit einem am Giebelgeschoss angebrachten Flaschenzug in die Speicherluke transportiert. Das Lager war über verschiedene Stockwerke verteilt; der Kaufmann wohnte im repräsentativen Obergeschoss zur Straße. Der Kranbalken des Flaschenzugs und die Speichertore sind bis heute erhalten. Das Gebäude ist das höchste Haus in der Zeile.